# A Través de Flandes 2018
La 73.ª edición de la clásica ciclista A Través de Flandes (nombre oficial en neerlandés: Dwars door Vlaanderen) fue una carrera en Bélgica que se celebró el 28 de marzo de 2018 con inicio en la ciudad de Roeselare y final en la ciudad de Waregem sobre un recorrido de 180,1 kilómetros.
La carrera hizo parte del UCI WorldTour 2018, calendario ciclístico de máximo nivel mundial, siendo la decimosegunda carrera de dicho circuito.
La carrera fue ganada por el corredor belga Yves Lampaert del equipo Quick-Step Floors, en segundo lugar Mike Teunissen (Sunweb) y en tercer lugar Sep Vanmarcke (EF Education First-Drapac).

## Recorrido
El recorrido tiene una variación a la edición del 2017, donde sé incluyó 4 tramos llanos de pavé y 12 muros, algunos de ellos con zonas adoquinadas, con salida en la ciudad de Roeselare y llegada en la ciudad de Waregem sobre una distancia de 180,1 km.
La carrera forma parte del calendario de clásicas de adoquines, donde los primeros 90 km no tienen mucha dificultad. Los últimos 90 km concentraron 12 cotas, donde se destacaba el muro del Taaienberg.
| Muros  |                |       |              |                   |
| Número | Nombre         | Km    | Longitud (m) | Categoría         |
| ------ | -------------- | ----- | ------------ | ----------------- |
| 1      | Kluisberg      | 82,6  | 1800         | *                 |
| 2      | Knokteberg     | 89,9  | 1100         | * · *             |
| 3      | Kluisberg      | 107,3 | 1800         | *                 |
| 4      | Knokteberg     | 114,8 | 1100         | * · *             |
| 5      | Kortekeer      | 122,4 | 1000         | * · * · *         |
| 6      | Steenbeekdries | 125,7 | 820          | * · *             |
| 7      | Taaienberg     | 128,2 | 800          | * · * · * · * · * |
| 8      | Kruisberg      | 138,3 | 1800         | * · * · *         |
| 9      | Knokteberg     | 147   | 1100         | * · *             |
| 10     | Vossenhol      | 159,2 | 1268         | * · *             |
| 11     | Holstraat      | 163,6 | 1000         | * · *             |
| 12     | Nokereberg     | 171,1 | 350          | *                 |

| Tramos de pavé |                  |       |              |
| Número         | Nombre           | Km    | Longitud (m) |
| -------------- | ---------------- | ----- | ------------ |
| 1              | Mariaborrestraat | 124,5 | 2400         |
| 2              | Stationsberg     | 125,8 | 900          |
| 3              | Varent           | 154,4 | 809          |
| 4              | Herlegemstraat   | 173,8 | 800          |

## Equipos participantes
Tomaron parte en la carrera 25 equipos: 17 de categoría UCI WorldTeam; y 8 de categoría Profesional Continental. Formando así un pelotón de 168 ciclistas de los que acabaron 116. Los equipos participantes fueron:
| WorldTeams (17)- Quick-Step Floors - BMC Racing Team - AG2R La Mondiale - Lotto Soudal - Trek-Segafredo - Movistar Team - EF Education First-Drapac p/b Cannondale - Astana - Team Sunweb - Sky - UAE Team Emirates - Bahrain-Merida - Katusha-Alpecin - Dimension Data - Lotto NL-Jumbo - Bora-Hansgrohe - Mitchelton-Scott Equipos continentales profesionales (8)- Vérandas Willems-Crelan - Israel Cycling Academy - Direct Énergie - Cofidis, Solutions Crédits - Wanty-Groupe Gobert - Sport Vlaanderen-Baloise - WB-Aqua Protect-Veranclassic - Aqua Blue Sport |
| |

## Clasificaciones finales
- Las clasificaciones finalizaron de la siguiente forma:[5]

### Clasificación general
| \| Clasificación general \| Clasificación general \| Clasificación general \| Clasificación general \| Clasificación general \| \| Ciclista \| Ciclista \| Equipo \| Tiempo \| \| \| --------------------- \| --------------------- \| ------------------------- \| --------------------- \| --------------------- \| \| 1.º \| Yves Lampaert \| Quick-Step Floors \| 4 h 09 min 40 s \| \| \| 2.º \| Mike Teunissen \| Team Sunweb \| + 2 s \| \| \| 3.º \| Sep Vanmarcke \| EF Education First-Drapac \| + 2 s \| \| \| 4.º \| Edvald Boasson Hagen \| Dimension Data \| + 2 s \| \| \| 5.º \| Mads Pedersen \| Trek-Segafredo \| + 2 s \| \| \| 6.º \| Zdeněk Štybar \| Quick-Step Floors \| + 29 s \| \| \| 7.º \| Tiesj Benoot \| Lotto-Soudal \| + 30 s \| \| \| 8.º \| Greg Van Avermaet \| BMC Racing Team \| + 59 s \| \| \| 9.º \| Niki Terpstra \| Quick-Step Floors \| + 59 s \| \| \| 10.º \| Jasper Stuyven \| Trek-Segafredo \| + 59 s \| \| \| 11.º \| Alejandro Valverde \| Movistar Team \| + 59 s \| \| \| 12.º \| Gianni Moscon \| Team Sky \| + 59 s \| \| \| 13.º \| Timo Roosen \| LottoNL-Jumbo \| + 59 s \| \| \| 14.º \| Magnus Cort \| Astana \| + 2 min 42 s \| \| \| 15.º \| John Degenkolb \| Trek-Segafredo \| + 2 min 42 s \| \| |                      |                           |                 |
| |                      |                           |                 |
| Fuente: ProCyclingStats |                      |                           |                 |
| Clasificación general |                      |                           |                 |
| Ciclista | Ciclista             | Equipo                    | Tiempo          |
| 1.º | Yves Lampaert        | Quick-Step Floors         | 4 h 09 min 40 s |
| 2.º | Mike Teunissen       | Team Sunweb               | + 2 s           |
| 3.º | Sep Vanmarcke        | EF Education First-Drapac | + 2 s           |
| 4.º | Edvald Boasson Hagen | Dimension Data            | + 2 s           |
| 5.º | Mads Pedersen        | Trek-Segafredo            | + 2 s           |
| 6.º | Zdeněk Štybar        | Quick-Step Floors         | + 29 s          |
| 7.º | Tiesj Benoot         | Lotto-Soudal              | + 30 s          |
| 8.º | Greg Van Avermaet    | BMC Racing Team           | + 59 s          |
| 9.º | Niki Terpstra        | Quick-Step Floors         | + 59 s          |
| 10.º | Jasper Stuyven       | Trek-Segafredo            | + 59 s          |
| 11.º | Alejandro Valverde   | Movistar Team             | + 59 s          |
| 12.º | Gianni Moscon        | Team Sky                  | + 59 s          |
| 13.º | Timo Roosen          | LottoNL-Jumbo             | + 59 s          |
| 14.º | Magnus Cort          | Astana                    | + 2 min 42 s    |
| 15.º | John Degenkolb       | Trek-Segafredo            | + 2 min 42 s    |

## UCI World Ranking
A través de Flandes otorga puntos para el UCI WorldTour 2018 y el UCI World Ranking, este último para corredores de los equipos en las categorías UCI WorldTeam, Profesional Continental y Equipos Continentales. Las siguientes tablas muestran el baremo de puntuación y los 10 corredores que obtuvieron más puntos:
| Posición   | 1.º | 2.º | 3.º | 4.º | 5.º | 6.º | 7.º | 8.º | 9.º | 10.º | 11.º | 12.º | 13.º | 14.º | 15.º-20.º | 21.º-30.º | 31.º-50.º | 51.º-55.º | 56.º-60.º |
| Puntuación | 300 | 250 | 215 | 175 | 120 | 115 | 95  | 75  | 60  | 50   | 40   | 35   | 30   | 25   | 20        | 12        | 5         | 2         | 1         |

| Clasificación |                      |                           |        |
| Posición      | Ciclista             | Equipo                    | Puntos |
| ------------- | -------------------- | ------------------------- | ------ |
| 1.º           | Yves Lampaert        | Quick-Step Floors         | 300    |
| 2.º           | Mike Teunissen       | Sunweb                    | 250    |
| 3.º           | Sep Vanmarcke        | EF Education First-Drapac | 215    |
| 4.º           | Edvald Boasson Hagen | Dimension Data            | 175    |
| 5.º           | Mads Pedersen        | Trek-Segafredo            | 120    |
| 6.º           | Zdeněk Štybar        | Quick-Step Floors         | 115    |
| 7.º           | Tiesj Benoot         | Lotto Soudal              | 95     |
| 8.º           | Greg Van Avermaet    | BMC Racing                | 75     |
| 9.º           | Niki Terpstra        | Quick-Step Floors         | 60     |
| 10.º          | Jasper Stuyven       | Trek-Segafredo            | 50     |